# Музыка Соломоновых Островов
Музыка Соломоновых островов — часть океанийской музыкальной традиции, отличается активным использованием свирелей. Музыка Соломоновых Островов оказала влияние на соседние страны. Основное внимание международного сообщества данная музыкальная традиция привлекла после обретения страной независимости от Великобритании в 1978 году.

## Народная музыка

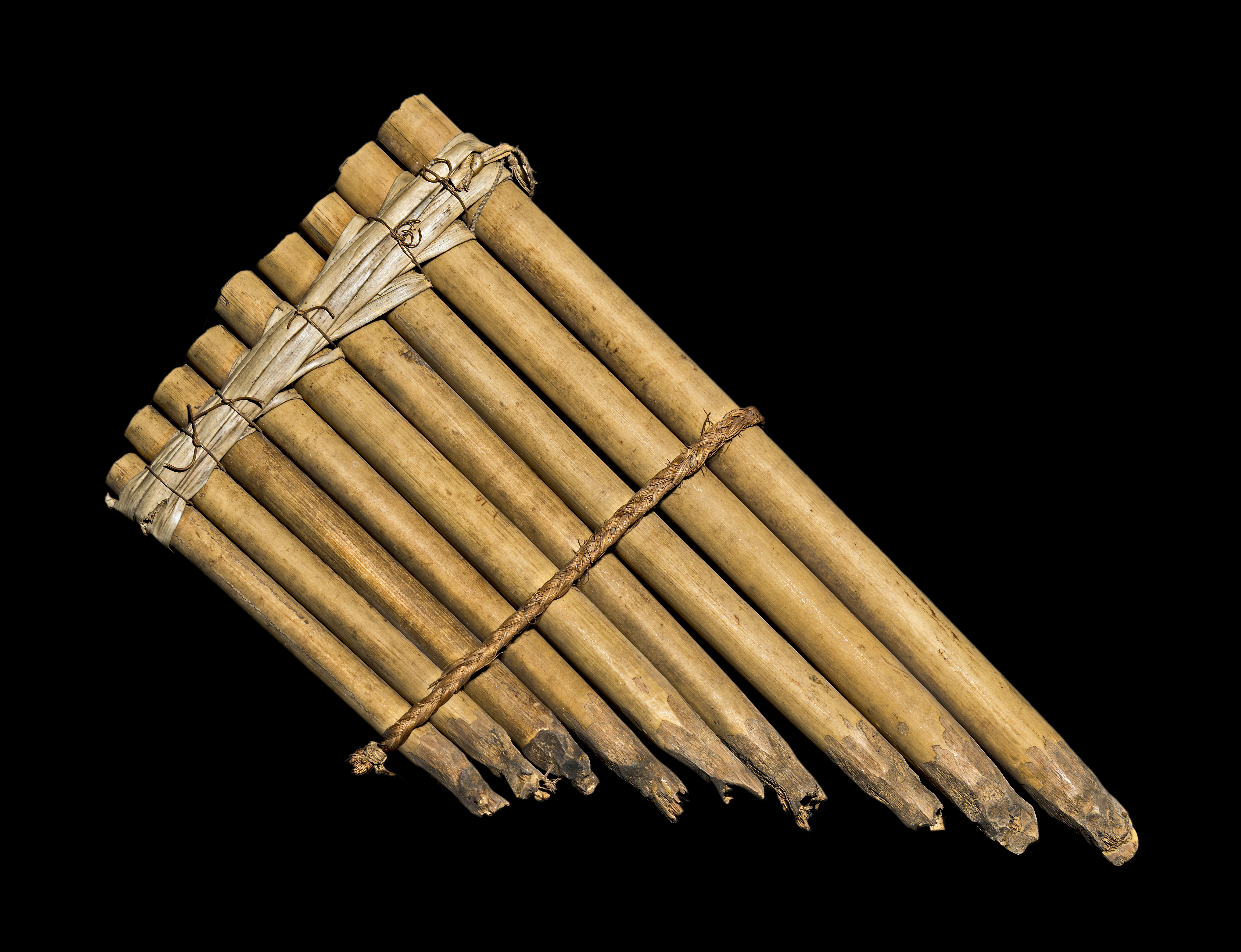
Флейта Пана XIX века с Соломоновых Островов

Традиционная меланезийская музыка представлена на Соломоновых Островах групповым и сольным вокалом, ансамблями щелевых барабанов и флейт. Ансамбли исполнителей на флейтах Пана известны на Малаите и Гуадалканале, в них насчитывается до десяти исполнителей с инструментами, имеющими различную настройку.

## Популярная музыка
В 1920-х годах в нескольких странах обрела популярность «бамбуковая музыка». В бамбуковой музыке звук извлекается ударами по отверстиям открытых бамбуковых трубок различного размера, изначально кокосовой скорлупой. После того как в начале 1960-х годов американские солдаты привезли на Соломоновы Острова сандалии, они заменили скорлупу кокосовых орехов, а музыка начала распространяться в Папуа-Новой Гвинее.
В 1950-х годах Эдвин Нанау Ситори сочинил песню Walkabout long Chinatown, которая стала популярной во всём Тихоокеанском регионе и была названа правительством Соломоновых Островов неофициальной национальной песней государства.
Популярная музыка современных Соломоновых Островов представлена различными видами рока и регги, а также так называемой «островной музыкой», исполняемой на гитарах и укулеле и находящейся под влиянием полинезийской и христианской музыки.
Традиционное меланезийское хоровое пение ярко представлено в саундтреке фильма «Тонкая красная линия», который посвящён битве за Гуадалканал.

### Rorogwela
В 1969—1970 года музыкальный этнограф Хуго Цемп зафиксировал ряд местных композиций, которые были выпущены на виниле в 1973 году как часть сборника UNESCO Musical Sources. Одна из песен, колыбельная под названием Rorogwela, исполненная Афунаквой (Afunakwa), женщиной с севера острова Малаита, была использована в качестве вокального семпла для сингла 1992 года «Sweet Lullaby» на французским дуэтом Deep Forest. Композиция стала мировым хитом, одновременно вызвав некоторые споры по поводу предполагаемого «разграбления» западными музыкантами мирового музыкального наследия.